# Parrocchie civili del Warwickshire
Questa è una lista delle parrocchie civili del Warwickshire, Inghilterra.

## North Warwickshire
- Ansley
- Arley
- Astley
- Atherstone
- Austrey
- Baddesley Ensor
- Baxterley
- Bentley
- Caldecot
- Coleshill
- Corley
- Curdworth
- Dordon
- Fillongley
- Great Packington
- Grendon
- Hartshill
- Kingsbury
- Lea Marston
- Little Packington
- Mancetter
- Maxstoke
- Merevale
- Middleton
- Nether Whitacre
- Newton Regis
- Over Whitacre
- Polesworth
- Seckington
- Shustoke
- Shuttington
- Water Orton
- Wishaw and Moxhull

## Nuneaton and Bedworth
Il distretto non è coperto da parrocchie.

## Rugby
- Ansty
- Binley Woods
- Birdingbury
- Bourton and Draycote
- Brandon and Bretford
- Brinklow
- Burton Hastings
- Church Lawford
- Churchover
- Clifton upon Dunsmore
- Combe Fields
- Copston Magna
- Cosford
- Dunchurch
- Easenhall
- Frankton
- Grandborough
- Harborough Magna
- King's Newnham (Newnham Regis)
- Leamington Hastings
- Little Lawford
- Long Lawford
- Marton
- Monks Kirby
- Newton and Biggin
- Pailton
- Princethorpe
- Ryton on Dunsmore
- Shilton
- Stretton Baskerville
- Stretton-on-Dunsmore
- Stretton-under-Fosse
- Thurlaston
- Wibtoft
- Willey
- Willoughby
- Withybrook
- Wolfhampcote
- Wolston
- Wolvey

## Stratford-on-Avon
- Admington
- Alcester
- Alderminster
- Arrow with Weethley (2004)
- Aston Cantlow
- Atherstone on Stour
- Avon Dassett
- Barcheston and Willington
- Barton on the Heath
- Bearley
- Beaudesert
- Bidford-on-Avon
- Billesley
- Binton
- Bishops Itchington
- Brailes
- Burmington
- Burton Dassett
- Butlers Marston
- Chadshunt
- Chapel Ascote
- Charlecote
- Cherington and Stourton
- Chesterton and Kingston
- Claverdon
- Clifford Chambers and Milcote (2004)
- Combroke
- Compton Verney
- Compton Wynyates
- Coughton
- Dorsington
- Ettington
- Exhall
- Farnborough
- Fenny Compton
- Fulbrook
- Gaydon
- Great Alne
- Great Wolford
- Halford
- Hampton Lucy
- Harbury
- Haselor
- Henley in Arden
- Hodnell and Wills Pastures
- Honington
- Idlicote
- Ilmington
- Kineton
- Kinwarton
- Ladbroke
- Langley
- Lighthorne
- Lighthorne Heath (2004)
- Little Compton
- Little Wolford
- Long Compton
- Long Itchington
- Loxley
- Luddington
- Long Marston (Marston Sicca)
- Mappleborough Green (2004)
- Milcote
- Moreton Morrell
- Morton Bagot
- Napton-on-the-Hill
- Newbold Pacey and Ashborne
- Old Stratford and Drayton
- Oldberrow
- Oxhill
- Pillerton Hersey
- Pillerton Priors
- Preston Bagot
- Preston on Stour
- Priors Hardwick
- Priors Marston
- Quinton
- Radbourne
- Radway
- Ratley and Upton
- Salford Priors
- Sambourne
- Shipston on Stour
- Shotteswell
- Shuckburgh Lower and Upper
- Snitterfield
- Southam
- Spernall
- Stockton
- Stoneton
- Stourton and Cherington
- Stratford-upon-Avon
- Stretton on Fosse
- Studley
- Sutton-under-Brailes
- Tanworth in Arden
- Temple Grafton
- Tidmington
- Tredington
- Tysoe
- Ufton
- Ullenhall
- Warmington and Arlescote
- Watergall
- Weethley
- Welford on Avon
- Wellesbourne
- Weston on Avon
- Whatcote
- Whichford
- Whitchurch
- Wilmcote (2004)
- Wixford
- Wolverton
- Wootton Wawen
- Wormleighton

## Warwick
- Ashow
- Baddesley Clinton
- Baginton
- Barford
- Beausale
- Bishops Tachbrook
- Blackdown
- Bubbenhall
- Budbrooke
- Bushwood
- Cubbington
- Eathorpe
- Haseley
- Hatton
- Honiley
- Hunningham
- Kenilworth
- Lapworth
- Leamington Spa (2002)
- Leek Wootton e Guy's Cliffe
- Norton Lindsey
- Offchurch
- Old Milverton
- Radford Semele
- Rowington
- Sherbourne
- Shrewley
- Stoneleigh
- Wappenbury
- Warwick
- Wasperton
- Weston under Wetherley
- Whitnash
- Wroxall

## Fonti
- Office for National Statistics (ONS) - Liste geografiche, su statistics.gov.uk. URL consultato il 31 dicembre 2008 (archiviato dall'url originale il 5 febbraio 2005).
- Consiglio di contea, su warwickshire.gov.uk. URL consultato il 31 dicembre 2008 (archiviato dall'url originale il 14 marzo 2006).